# سوپراکسید دیسموتاز
سوپراکسید دیسموتاز (انگلیسی: Superoxide dismutase) یا به‌اختصار SOD یک آنزیم است که واکنشِ گسست ناهمگن (و یا تجزیه و تفکیکِ) رادیکالِ سوپراکسید (O2−) را، به مولکول اکسیژن معمولی (O2) یا هیدروژن پراکسید (H2O2) کاتالیزه و تسهیل می‌کند. سوپراکسید یک محصول فرعی و ثانویهٔ متابولیسم اکسیژن است و اگر تحت کنترل نباشد، موجب بروز انواع متفاوتی از آسیب‌های سلولی می‌گردد. هیدروژن پراکسید یا همان آب اکسیژنه هم برای سلول زیان‌آور است و توسط آنزیم‌های دیگری همچون کاتالازها تجزیه می‌شود؛ بنابراین سوپراکسید دیسموتاز، یکی از انواع مهمِ سیستم دفاعی آنتی‌اکسیدان است و تقریباً در تمامی سلول‌هایی که در معرض اکسیژن قرار دارند، وجود دارد. یک استثنای این قاعده، لاکتوباسیلوس پلانتاروم و لاکتوباسیلوسهای مشابه است که از مکانیسم‌های دیگری جهت جلوگیری از آسیب ناشی از سوپراکسید (O2−) استفاده می‌کنند.

## انواع در انسان
در انسان و همچنین پستانداران و طنابداران، ۳ نوع سوپراکسید دیسموتاز وجود دارد.
- SOD1 در سیتوپلاسم؛ دارای مس و روی؛ ساختمانش، از ۲ بخش تشکیل شده‌است. (دایمر)؛ ژن آن بر روی کروموزوم ۲۱ واقع است. (21q22.1)
- SOD2 در میتوکندری؛ دارای منگنز؛ ساختمانش، از ۴ بخش تشکیل شده‌است. (تترامر)؛ ژن آن بر روی کروموزوم ۶ واقع است. (6q25.3)
- SOD3 در فضای خارج سلولی؛ دارای مس و روی؛ ساختمانش، از ۴ بخش تشکیل شده‌است. (تترامر)؛ ژن آن بر روی کروموزوم ۴ واقع است. (4p15.3-p15.1)

| SOD1، فرمِ محلول | SOD1، فرمِ محلول |
| --- | --------------- |
| ساختار کریستالی آنزیم SOD1 انسان (رنگ رنگین‌کمان؛ انتهای آمین = آبی، انتهای کربوکسیل = قرمز) در ترکیب با مس (کرهٔ نارنجی) و روی (کرهٔ خاکستری). |                 |
| شناساگرها |                 |
| نماد | SOD1            |
| نمادهای دیگر | ALS, ALS1       |
| آنتره | ۶۶۴۷            |
| HUGO | ۱۱۱۷۹           |
| میراث مندلی در انسان | ۱۴۷۴۵۰          |
| RefSeq | NM_000454       |
| یونی‌پروت | P00441          |
| اطلاعات دیگر |                 |
| شمارهٔ EC | ۱٫۱۵٫۱٫۱        |
| جایگاه | Chr. 21 q۲۲٫۱   |

| SOD2، میتوکندریایی                                                | SOD2، میتوکندریایی   |
| ----------------------------------------------------------------- | -------------------- |
| جایگاه فعالِ سوپرکسید دیسموتاز منگنزدار میتوکندریایی انسان (SOD2). |                      |
| شناساگرها                                                         |                      |
| نماد                                                              | SOD2                 |
| نمادهای دیگر                                                      | Mn-SOD; IPO-B; MVCD6 |
| آنتره                                                             | ۶۶۴۸                 |
| HUGO                                                              | ۱۱۱۸۰                |
| میراث مندلی در انسان                                              | ۱۴۷۴۶۰               |
| RefSeq                                                            | NM_000636            |
| یونی‌پروت                                                          | P04179               |
| اطلاعات دیگر                                                      |                      |
| شمارهٔ EC                                                          | ۱٫۱۵٫۱٫۱             |
| جایگاه                                                            | Chr. 6 q۲۵           |

| SOD3, خارج سلولی                                                                                               | SOD3, خارج سلولی |
| --- | ---------------- |
| ساختار کریستالی و تترامریک آنزیم SOD3 انسانی در ترکیب با کاتیون‌های مس و روی (به‌ترتیب کره‌های نارنجی و خاکستری). |                  |
| شناساگرها |                  |
| نماد | SOD3             |
| نمادهای دیگر                                                                                                   | EC-SOD; MGC20077 |
| آنتره | ۶۶۴۹             |
| HUGO | ۱۱۱۸۱            |
| میراث مندلی در انسان                                                                                           | ۱۸۵۴۹۰           |
| RefSeq | NM_003102        |
| یونی‌پروت | P08294           |
| اطلاعات دیگر                                                                                                   |                  |
| شمارهٔ EC | ۱٫۱۵٫۱٫۱         |
| جایگاه | Chr. 4 pter-q21  |